# Aurora Australis (rompehielos)
Aurora Australis es un rompehielos australiano. Fue construido por Carrington Slipways y botado en 1989.  Es propiedad de   P&O Maritime Services, aunque regularmente presta servicio para la División Antártica Australiana (AAD) en tareas de investigación científica en aguas antárticas y para abastecer bases antárticas australianas. Actualmente  es el único rompehielos construido en Australia, y en marzo de 2020 realizó su último viaje antes de ser desafectado del servicio antártico australiano, ya que será reemplazado próximamente por el nuevo rompehielos RSV Nuyina. La Armada Argentina estaría evaluando la compra del Aurora Australis

## Diseño y construcción
Diseñado como un rompehielos multipropósito para la investigación y para reabastecimiento, el Aurora Australis fue construido por Carrington Slipways en Tomago, Nueva Gales del Sur. El barco fue botado en septiembre de 1989.

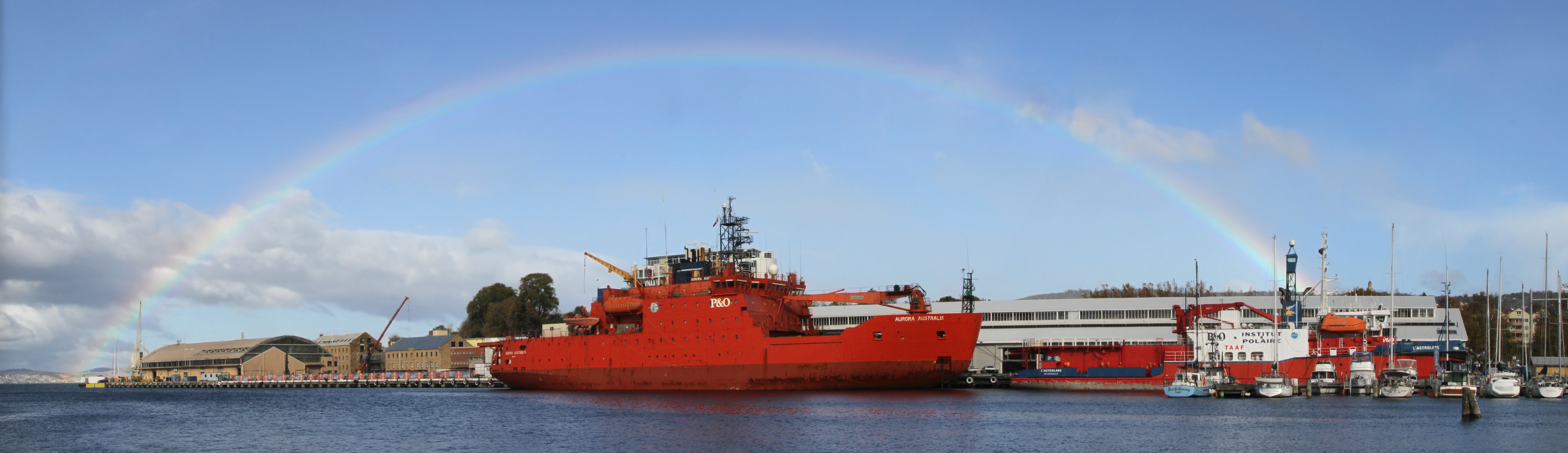
Aurora Australis fotografiado bajo un arco iris, junto al barco de investigación francés L'Astrolabio, a la derecha.

Aurora Australis tiene una eslora de 94,91m, y una manga de 20,3m, calado de 7,862m y una profundidad de 10,43m. Su desplazamiento es de 8,158 toneladas Sus máquinas de propulsión consisten en dos motores diesel de velocidad media de marca Wärtsilä, un sistema de generación con motor de 16 cilindros 16V32D que produce 5 500 kW y uno con motor de 12 cilindros 12V32D que produce 4 500 kW. Ambas máquinas están acopladas a un eje único a través de una caja de reducción, que maneja una hélice de paso variable. La maniobra a baja velocidad se logra con tres propulsores de maniobra, uno hacia adelante y dos hacia atrás.. Aurora Australis tiene una máxima velocidad de 16,8 nudos,y una velocidad de crucero de 13 nudos. El barco puede romper hielo hasta un grosor de 1,23m a 2,5nudos.
Aurora Australis tiene una tripulación de 24 personas y puede transportar hasta 116 pasajeros acomodados en tres o cuatro cabinas con baños privados. Tiene una capacidad de carga de 1700 metros cúbicos para butos o un equivalente de 29 contenedores, y un tanque de combustible para abastecimiento con capacidad de 1000 metros cúbicos. EL buque tiene incorporados laboratorios para investigación biológica, meteorológica, y oceonográfica, y fue diseñadp con un plataforma de arrastre para el desarrollo y la recuperación de instrumentos de investigación mientras navega. El hangar que posee el barco y la pista de helicóptero permite la operación de hasta tres helicópteros, usualmente del tipo Eurocopter AS350 Ardilla o Sikorsky S-76.

## Accidentes

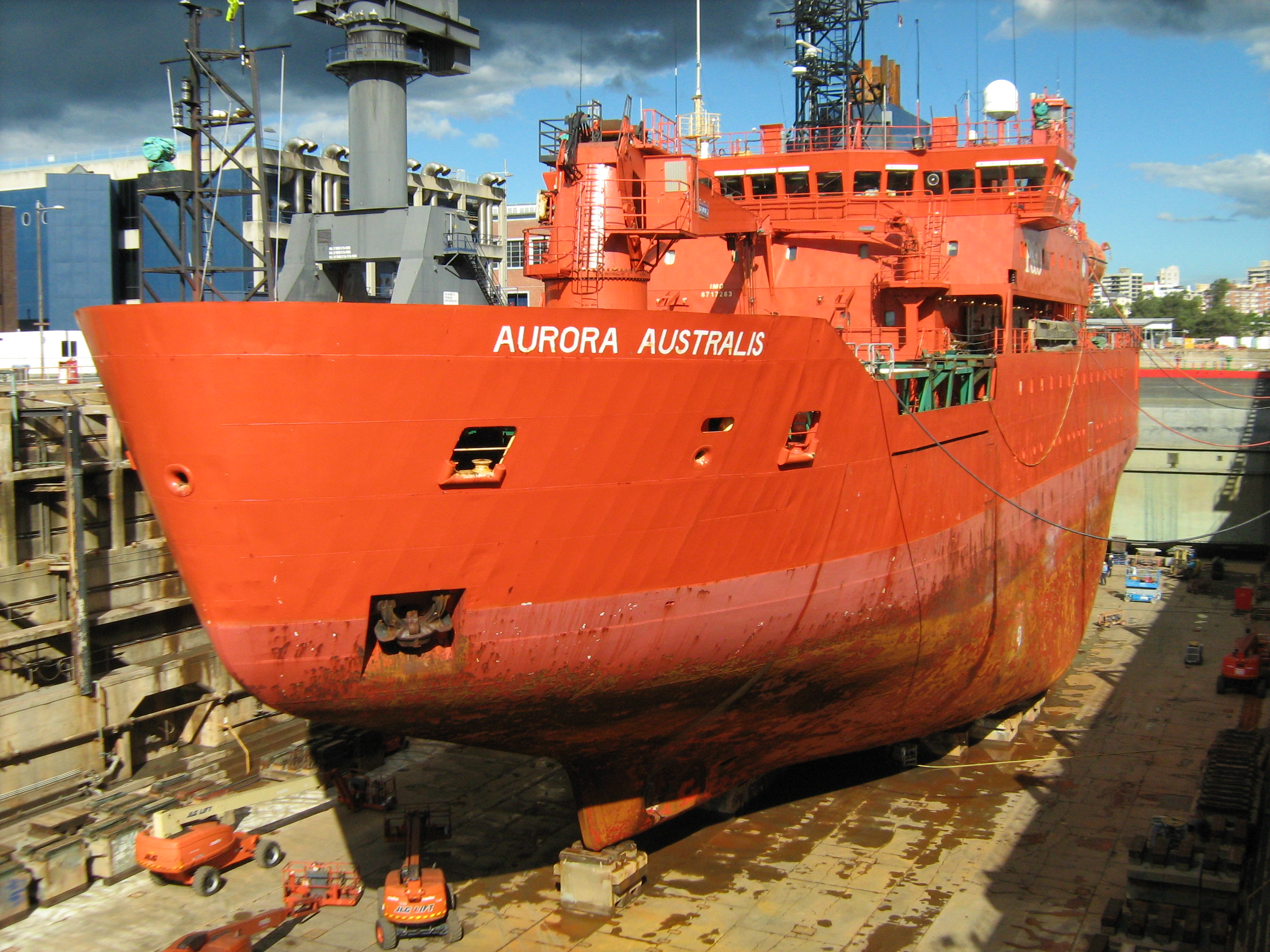
EL Aurora Australis en dique seco, en Sidney (2010).

### Incendio en la sala de máquinas
El 14 de enero de 1999 mientras navegaba hacia la Antártida se produjo un incencio causado por la pérdida de combustible diesel a alta presión que hizo ignición sobre el motor principal, causando daños importantes. El fuego provocó visibilidad nula en la sala de máquinas y fue extinguido por el sistema HALON. Luego del incendio se pudo reingresar a la sala de máquinas y reparar la propulsión para que pudiera volver por su cuenta a Fremantle para una investigación del incidente y reparación por parte de la ATSB.

### Encallamiento
El 24 de febrero de 2016, el barco resultó gravemente dañado al encallar en Horseshoe Harbour, cerca de la estación Mawson, en Tierra de Mac. Robertson, durante una tormenta de nieve, después de que un grillete en una línea de amarre de proa se soltara, provocando que las otras tres líneas también se soltaran. Fue reflotado el 27 de febrero de 2016  y regresó a Australia Occidental para que sea reparado.